# Литовско-Белорусская Советская Социалистическая Республика
Лито́вско-Белору́сская Сове́тская Социалисти́ческая Респу́блика (Литбел, Социалистическая Советская Республика Литвы и Белоруссии) — советская республика, государство между РСФСР и Польшей, созданное на занятых Красной армией территориях современных Беларуси и Литвы, просуществовавшее несколько месяцев (февраль — июль 1919).

## Предпосылки
В конце 1918 года при отступлении германских войск и наступлении советских частей в Литве одновременно формировалось несколько центров государственности, боровшихся друг с другом за власть: сформированное Государственным Советом Литвы в ноябре 1918 правительство, коммунистические группировки, польские объединения.

### Советская Литва
4 декабря Центральное бюро литовской секции РКП (б) в Москве постановило создать литовское временное революционное правительство. 8 декабря было сформировано Временное революционное рабоче-крестьянское правительство Литвы под председательством В. Мицкявичюса-Капсукаса. Местонахождением правительства 16 декабря 1918 — 7 января 1919 был занятый красными частями Двинск (совр. Даугавпилс). 16 декабря Временным революционным правительством опубликован манифест, провозгласивший низложение власти германских оккупантов, и о роспуске подконтрольного им Литовского Государственного Совета, переход власти к советам депутатов трудящихся и создание Литовской Советской Республики. Одновременно 15 декабря в Вильне совет рабочих депутатов во главе с П. Эйдукявичюсом провозгласил установление советской власти; 16 декабря коммунисты, бундовцы, левые социал-демократы провели демонстрацию и митинг в поддержку Красной армии и коммунистической власти; 18 декабря был опубликован на литовском, русском, польском, еврейском языках манифест виленского совета. В те же дни 16—19 декабря прошли коммунистические демонстрации в других городах Литвы; в некоторых населённых пунктах появились советы рабочих депутатов. Советская Россия декретом 22 декабря 1918 года СНК признала Литовскую Советскую Республику (одновременно с Советской Латвией). В декабре 1918 — январе 1919 красные части заняли большую часть территорий Литвы, с которых были выведены немецкие войска. При этом созданные ранее советы разгонялись и создавались ревкомы. 5 января части Красной Армии вошли в Вильно, куда переехало правительство В. Мицкявичюса-Капсукаса.

### Советская Белоруссия
Между тем аналогичным образом 30—31 декабря 1918 в Смоленске было создано белорусское Временное революционное рабоче-крестьянское правительство во главе с Д. Ф. Жилуновичем. 1 января 1919 Временное революционное правительство опубликовало манифест, провозгласивший образование Советской Социалистической Республики Белоруссия. 31 января 1919 года ССРБ вышла из состава РСФСР и была переименована в Белорусскую Советскую Социалистическую Республику, независимость которой официально признало правительство Советской России. 2 февраля 1919 года в Минске собрался I Всебелорусский съезд Советов рабочих, солдатских и красноармейских депутатов, принявший 3 февраля Конституцию БССР.

## История
Первый съезд Советов Белоруссии (Минск, 2—3 февраля) и Первый съезд Советов Литвы (Вильно, 18—20 февраля) приняли Декларации о слиянии республик. 27 февраля 1919 в Вильне состоялось объединённое заседание ЦИКов Литвы и Белоруссии. На нём было провозглашено образование Литовско-Белорусской Советской Социалистической Республики (Литбела) со столицей в Вильне. В правительство (Совет Народных Комиссаров ЛБССР) вошли председатель В. Мицкявичюс-Капсукас, З. И. Алекса-Ангаретис, И. С. Уншлихт, М. Ю. Калманович, В. З. Туров (Гинзбург), Ю. М. Лещинский, И. И. Рейнгольд и др.). В объединённый ЦИК (Центральный Исполнительный Комитет) вошли под председатель К. Г. Циховский, секретарь Р. А. Пилляр, Я. Г. Долецкий, С. В. Иванов, Пранас Свотялис, И. С. Уншлихт, А. К. Рекутский). 4—6 марта состоялся объединительный съезд КП(б)Б и КП(б)Л, на котором была образована единая Коммунистическая партия Литвы и Белоруссии (КП(б)ЛиБ), сформирован Центральный Комитет партии и другие руководящие органы. В Президиум ЦК вошли В. Мицкявичюс-Капсукас (председатель), В. Г. Кнорин (секретарь), Алекса-Ангаретис, В. А. Богуцкий, Долецкий, Иванов, Калманович, А. Ф. Мясников, Уншлихт, Циховский, В. И. Яркин и др.
После первых серьёзных боёв польских частей с наступавшими красными войсками (14 февраля 1919) в первой фазе советско-польской войны в начале марта 1919 года польская армия, литовская армия и немецкие добровольческие подразделения перешли в наступление против армии РСФСР.
Территория Литбела первоначально охватывала Виленскую и Минскую губернии, а также часть Ковенской и Гродненской губерний. В связи с приближением польских войск к Вильне 8 апреля республика была объявлена на военном положении. 19 апреля был создан Совет обороны (Мицкявичюс-Капсукас — председатель, Калманович, Уншлихт; позднее были введены Е. Б. Бош, Кнорин, Циховский). К нему перешла вся полнота военной и государственной власти в республике. После того, как польские части заняли Вильну (19 апреля 1919; примерно в то же время поляками были заняты также Новогрудок, Барановичи, Лида), руководство Литбела переместилось в Минск.
19 июля СНК Литбела принял постановление о передаче всех дел Минскому губернскому Революционному военному комиссариату. На этом история Литбела прекратилась; вскоре после принятия упомянутого постановления, после 40 дней обороны, польскими войсками был занят и Минск (8 августа 1919).

## Административно-территориальное деление
Заявленная территория Советской Республики Литвы и Белоруссии включала 5 губерний:
1. Виленская — Вильно;
2. Гродненская — Гродно;
3. Ковенская — Ковно;
4. Минская — Минск;
5. Сувалкская — Сувалки.

В апреле 1919 года Речицкий уезд Минской губернии был передан Гомельской губернии РСФСР.